# Tóth Endre (egyháztörténész)
Tóth Endre (Hajdúszoboszló, 1899. december 7. – Debrecen, 1970. november 15.) református lelkész, egyháztörténész, teológiai tanár.

## Életpályája
Tóth Endre teológiai tanulmányait a Pápai Teológiai Akadémián (1918-1921), az Utrechti Egyetemen (1921-1923), valamint a Bécsi Egyetemen (1926-1927) végezte. Miután 1923-ban letette az I. és 1924-ben a II. lelkészképesítő vizsgát, a Pápai Teológiai Akadémián oktatott, ahol 1927-ben magántanári címet szerzett egyháztörténet szakcsoportból. Szintén 1927-ben magna cum laude minősítéssel védte meg doktori értekezését a Debreceni Tudományegyetemen. 1927-től 1947-ig a Pápai Teológiai Akadémián az egyháztörténet rendes tanáraként végzett oktató- és kutatómunkát, 1931-ben pedig az egyházkerület közgyűlése a gyakorlati teológia rendes tanárává is megválasztotta. 1930-tól 1935-ig az akadémia igazgatója volt. A Dunántúli Református Egyházkerület 1939-ben aljegyzővé, 1943-ban főjegyzővé választotta.1942-ben a Debreceni Tudományegyetem magántanára lett, majd 1947-ben a köztársasági elnök Tóth Endrét a Debreceni Tudományegyetem Hittudományi Kara Egyháztörténet Tanszékének nyilvános rendes egyetemi tanárává nevezte ki. Miután 1950-ben a Hittudományi Kart leválasztották az egyetemről, jogfolytonosan az ezzel egyidőben megalakult Tiszántúli Református Egyházkerület Debreceni Református Teológiai Akadémiájának egyháztörténet professzora lett. 8-szor választották dékánná. 1955-től 1958-ig a kollégium főigazgatói tisztségét is betöltötte.

## Családja
Apja, Tóth Lajos, előbb Hajdúszoboszlón látott el református kántori és zenetanári feladatot, majd 1911-ben elnyerte a Pápai Teológiai Akadémia ének- és zenetanári állását. Anyja Bíró Erzsébet. Tóth Endre 14 testvére közül 6 érte meg a felnőttkort. Két öccse, Tóth Lajos biofizikus és Tóth Kálmán teológus, szintén tudományos pályát futott be. Pitze Ilonával kötött házasságából négy gyermeke született, akik közül hárman érték meg a felnőttkort: Tóth Ilona és Tóth Gabriella középiskolai tanárok, valamint Tóth István történész. Veje Kertész Andor matematikus, unokája Kertész András Lajos nyelvész, akadémikus.

## Munkássága
Tóth Endre a magyar református egyháztörténet-írás kiemelkedő, iskolateremtő személyisége volt. Egyháztörténeti kutatásait gondos levéltári munkával alapozta meg. Noha elsősorban pozitivista szemléletű, forrásfeltáró, adatgyűjtő és -rendszerező tevékenységet folytató historikus volt, munkásságában egyéb hatások is kimutathatók. Hatott rá a szellemtudományi szemléletmód. Részben Karl Barth hatására meggyőződése volt, hogy az egyháztörténet-írást az egyház- és gyülekezetépítés feladatával összhangban kell művelni. Történészi és gyakorlati teológusi elhivatottságának összekapcsolása arra késztette, hogy írásaival ne csupán szűkebb szakterülete művelőihez, hanem a gyülekezetek és lelkészek szélesebb köreihez is közérthető módon, a tudományos ismeretterjesztés eszközeivel szóljon. Ragaszkodása a Szentíráshoz és a hitvallásokhoz kovácsolta egységbe sokszínű, szerteágazó, közel 500 tételt átfogó publikációinak szemléletét.
Történészi eredményei közül legalább három érdemel kiemelt figyelmet. Először, felkeltette az érdeklődést az egyházmegye- és egyházközség-történet iránt. Különösen kiterjedtek a pápai református kollégium, valamint a Dunántúl református egyházkerületének és gyülekezeteinek történetére vonatkozó kutatásai. Másodszor, korábbi részkutatásainak szintéziseként két terjedelmes és nagy hatású fejezettel járult hozzá A Magyar Református Egyház története c. monográfiához. Az eredetileg 1949-ben megjelent mű jelentőségét jelzi, hogy 1995-ben Sárospatakon ismét napvilágot látott. Harmadszor, későbbi kutatásai közül kiemelkednek a Heidelbergi Kátéval és a Második Helvét Hitvallással foglalkozó írásai.  
Tudományos, oktató, és ismeretterjesztő tevékenysége mellett mind a Dunántúli, mind a Tiszántúli Egyházkerületben számos egyházi tisztséget töltött be, intenzív tudomány- és oktatásszervezői, valamint kiadványszerkesztői munkát végzett.

## Főbb publikációi
- Hamel Bruininx a soproni országgyűlésen, Debrecen, 1926 (doktori disszertáció).
- A református prédikáció, Bp., 1935.
- A református lelkipásztor munkája a gyülekezetben, Pápa, 1938.
- A Belsősomogyi Református Egyházmegye Mária Terézia korában, Kaposvár, 1940.
- A pátens története a Dunántúli Református Egyházkerületben, Debrecen, 1940.
- A pápai református egyház története, Pápa, 1941.
- Az ellenreformáció győzelme (1608-1715). In: Bíró Sándor, Bucsai Mihály, Tóth Endre, Varga Zoltán: A magyar református egyház története, Bp., 1949, 93-175; Az elnyomás kora (1715-1789), u. o., 177-258.
- A Heidelbergi Káté története. In: Victor János (szerk.): A Magyarországi Református Egyház Hitvallási Iratai. I. A Heidelberi Káté. Bp., 1954, 7-20.
- Részletek a XX. századi egyháztörténelemből, Debrecen, 1960.
- A tiszántúli egyházkerület igazgatásának és az esperesi egyházlátogatásnak rendje 1762-től, Debrecen, 1964.
- A Heidelbergi Káté a magyar református gyülekezetekben és az iskolákban. Studia et Acta Ecclesiastica 1, 1965, 261-299.
- A Második Helvét Hitvallás története Magyarországon. Studia et Acta Ecclesiastica 2, 1967, 13-53.
- Der Heidelberger Katechismus in den ungarischen reformierten Gemeinden und Schulen. In: Der Heidelberger Katechismus in Ungarn. Übersetzung: Dr. Richard Bodoky. Bp., 1967, 259-329.